# Karłowice (Wrocław)

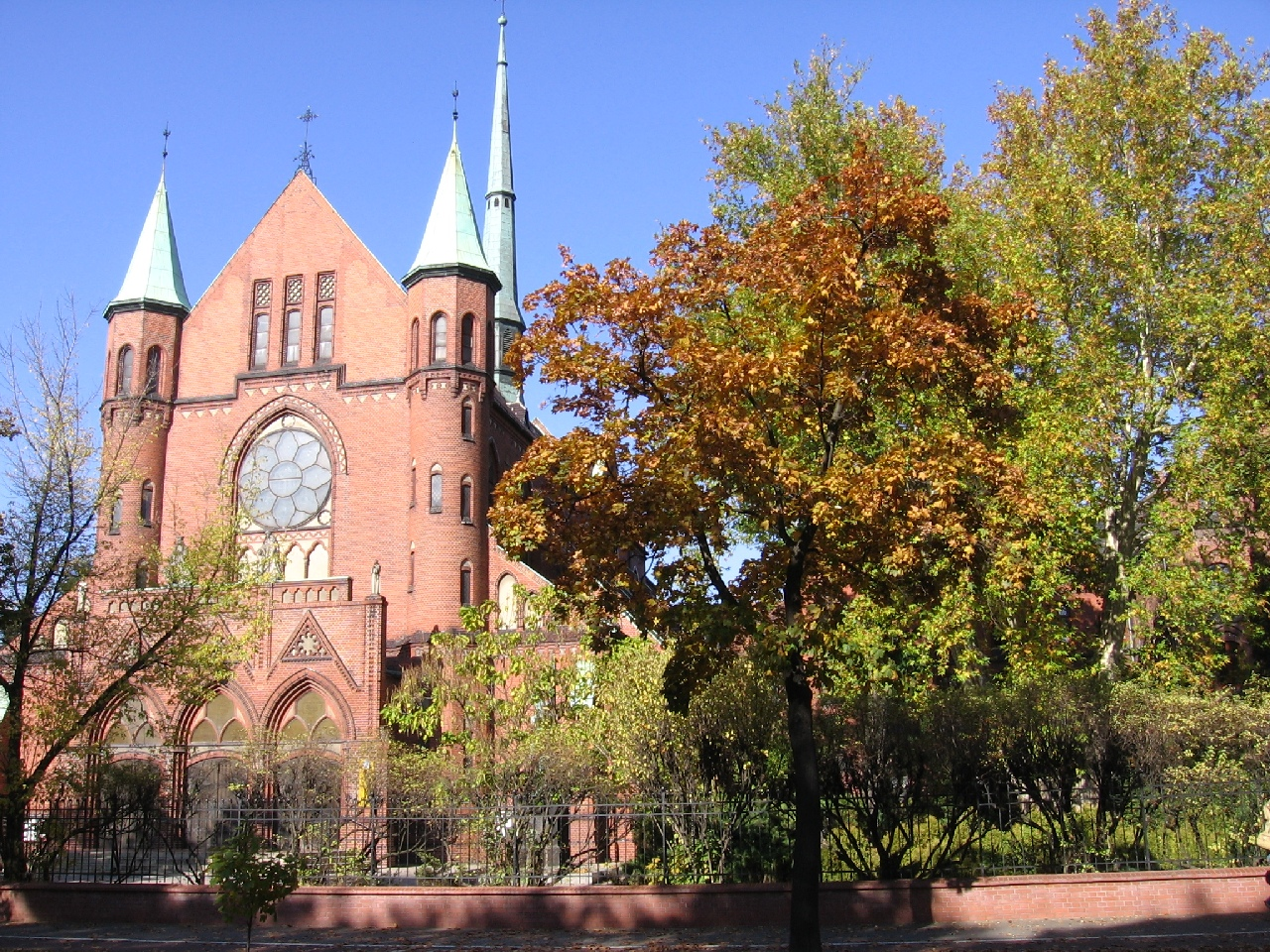
Antonskirche an der Kasprowiczstraße (vor 1945 Corso-Allee in Carlowitz)

Karłowice (deutsch Carlowitz) ist ein Vorort von Breslau, in dem eine der deutschen Gartenstädte angelegt wurde.

## Geschichte des Ortes
Carlowitz wurde Ende des 17. Jahrhunderts vom Abt des Klosters St. Vinzenz Carl Keller begründet. Das Dorf war lange von einer vorwiegend polnischsprachigen Bevölkerung bewohnt und war von Breslau durch die Oder getrennt. Zunächst gab es nur einfache Holzübergänge über den Fluss, die oft witterungsbedingt nicht benutzt werden konnten.
Zu Beginn des 20. Jahrhunderts wurde der Fluss reguliert und neue Brücken erbaut, um Carlowitz zu entwickeln. In Carlowitz bestanden zu dieser Zeit schon zwei Klöster und eine Kirche. Der Besitzer Guido von Drabizius entwickelte einen geordneten Bebauungsplan.
Carlowitz wurde bald zu einem wohlhabenden Vorort. Zwei große Brücken erlaubten es den Breslauern, hier spazieren zu gehen – die Rosenthaler Brücke (heute Most Trzebnicki) und die Gröschelbrücke (bzw. 1924–33 Rathenaubrücke). 1928 wurde Carlowitz eingemeindet,
Vom Krieg verschont, wurden die deutschen Bewohner vertrieben und ab Sommer 1945 begannen erste polnischen Bewohner einzuziehen.

## Gartenstadt Carlowitz
Das Projekt der Gartenstadt Carlowitz wurde vom Münchner Paul Schmitthenner verwirklicht. Jedoch wurde nur ein Teil der Pläne um die heutige Boy-Zelenski-Allee und Wincenty Pol Straße verwirklicht. Die dort erbauten Gebäude waren mit Erkern, Loggien und Holzverkleidungen gestaltet und waren von weitläufigen Gärten umgeben. Die Grundlage der Gartenstadt bildete ein kleiner Marktplatz, umgeben von Wohn- und Geschäftshäusern, die den Miethäusern in kleinstädtischen Altstädten nachempfunden waren. Dieses Bauensemble wurden von Albert Grau entworfen. Der Charakter der Gartenstadt, dessen Grundriss vom Franziskanerkloster mit der Kirche St. Anton, dem Kloster und Gymnasium der Ursulinen, und der Anordnung von Straßen und Villen, zusammen mit Grünanlagen in Form von Plätzen, Rasenflächen und Parks, ist bis heute gut zu erkennen.